# Synthymia griseofusa
Synthymia griseofusa är en fjärilsart som beskrevs av W. Warren 1912. Synthymia griseofusa ingår i släktet Synthymia och familjen nattflyn. Inga underarter finns listade i Catalogue of Life.